# 国鉄デハ6280形電車
デハ6280形は、かつて日本国有鉄道の前身である鉄道院、鉄道省に在籍した直流用電車である。本項では、同系の車体を持つデハニ6460形についても記述する。

## デハ6280形

### 概要
デハ6280形は、デハ6260形の増備として製造された木製で両運転台式の三等制御電動車で、1911年（明治44年）度および1912年（大正元年）度に鉄道院新橋工場で4両が製造された。
本形式も製造時にはホデ6110形（6129 - 6132）と称した。1913年（大正2年）4月22日には、車両形式称号規程の改正にともなって、記号を「ナデ」に改め、さらに、1914年（大正3年）8月29日付けでデハ6280形（6280 - 6283）に改称されている。
車体は16m級の木製車体で、出入り台は両端部に設けられているが、製造当初から折戸式の扉が設置されている。また、デハ6260形と同様、車体中央部にも引戸式の客用扉が設置され、客室と直結されていた。デハ6260形においては、中央扉に圧搾空気で自動的に上下する踏段（ステップ）が設けられていたが、本形式では固定踏段とし、車体裾部を垂下させて扉の内部に隠している。
出入り台の中央部に運転台が設けられ、客用の部分と区分はされていない。前面もデハ6260形同様、半円形に大きく湾曲した5枚固定窓で、出入り台中央部の幅を広くすることで、運転手と乗客が交錯しないよう配慮されている。また、1912年製の3両は前面中央部に貫通扉が設けられている。
側面窓は下降式の一段窓となっており、窓配置はD222D222D。屋根は、出入り台部分を含めてモニター屋根とされ、製造当初から水雷形通風器が片側4個設けられた。車体幅は、車両限界の小さい中央線でも共通に使用できるよう、2500mm幅とされた。
台車は1911年度製の6129（→6280）はデハ6260形と同様の欧州型、1912年製の6130 - 6132（→6281 - 6283）は釣合梁式の明治43年形であった。
制御装置は総括制御可能な間接式で、電動機は、シーメンス・シュケルト製のD-58W/F(70PS)である。集電装置は、トロリーポールがモニター屋根の前後に2本ずつ装備されている。

### 標準化改造
本形式も後年の標準型とは多々異なる点があったため、標準化改造が1920年（大正9年）11月から1921年（大正10年）3月にかけて実施された。この改造により、妻面は平妻形に、出入り台の折戸は引戸に改められた。また、台車も明治45年電車用標準形となっている。

### 新宿電車庫火災による廃車
1916年（大正5年）11月24日、新宿電車庫が火災により焼失し、同庫に配属されていた電車20両が焼失した。本形式では、1両（6280）が被災し、同年11月23日付けで廃車されている。焼け残った電装品は、当時、電装品は輸入に頼らざるをえず、貴重品であったことから、デハ6380形新製の際に再用されている。

### 譲渡
残った3両は、中央線、山手線の昇圧にともなって1926年（大正15年）9月に使用が停止され、翌年3月に全車が駿豆鉄道に譲渡された。ただし、6282, 6281の2両は1925年に6272, 6273と振り替えられている。番号の対照は次のとおりである。
- デハ6281 → 駿豆鉄道モハ21 → クハ21
- デハ6282 → 駿豆鉄道モハ22 → クハ22
- デハ6283 → 駿豆鉄道モハ23 → クハ23

## デハニ6460形

### 概要
デハニ6460形は、1912年度に鉄道院新橋工場で3両が製造された、木製で両運転台式の三等荷物合造制御電動車である。製造当初はホニデ6460形と称し、1913年4月に記号が「ナニデ」に、1914年8月には「デハニ」に改められている。
基本的な構造は、デハ6280形に準じるが、車内前位が荷重4tの荷物室にあてられている。この荷物室は車体床面積の半分を占める広大なものであったが、特にその頃小手荷物の輸送量が激増していたわけではなく、4輪単車時代のニデ950形の流儀を、そのまま流用したものらしく、後年の標準化改造の際に縮小されている。側面窓配置は、D2222D（荷）2Dで、客室の荷物室側には扉が設けられていない。荷物室側面には幅4ftの荷物扱い用の両開き式引戸が設けられている。

### 標準化改造
本形式の標準化改造は、1920年11月から1921年3月の間に行われた。この改造により、妻面は平妻に、両端の折戸は引戸に改められ、荷物室は3分の2に縮小されて荷重は4tに減らされた。また客室前位には引戸が増設されて、側面窓配置は1D2D（荷）D322D1に改められた。

### 使用停止
600V用の本形式は、中央線、山手線の昇圧にともなって用途を失い、6462が1925年1月、6460, 6461が同年9月に使用が停止された。翌1926年6月に電装解除および荷物室の客室化が実施され、サハ6410形（26411 - 26413）に編入された。それにともない、側面窓配置は1D1121D1211D1に変更された。

### 1928年10月車両形式称号規程改正にともなう変更
1928年（昭和3年）10月1日に施行された車両形式称号規程改正時点では、3両全部が残存しており、26411 ,26412はサハ19形（19042, 19043）に、26413はサハ6形（6031）に改称された。

### 廃車
6031は、100PS電動車であるモハ1形の整理とともに1931年に廃車となり、19042は太平洋戦争中に戦災に遭い1946年（昭和21年）に除籍、19043は1944年（昭和19年）10月にクハ79形（79016）に鋼体化名義で資材を流用された。